# Xã Erie, Quận Ottawa, Ohio
Xã Erie (tiếng Anh: Erie Township) là một xã thuộc quận Ottawa, tiểu bang Ohio, Hoa Kỳ. Năm 2010, dân số của xã này là 1.221 người.